# September 1932
| Deze maand                                      |
| ----------------------------------------------- |
| - Japan erkent Mantsjoekwo - Rijksdag ontbonden |

De volgende gebeurtenissen speelden zich af in september 1932. Sommige gebeurtenissen kunnen 1 of meerdere dagen te laat genoemd worden omdat ze per abuis vermeld zijn op de datum waarop ze bekend zijn geworden in plaats van de datum dat ze plaatsvonden.

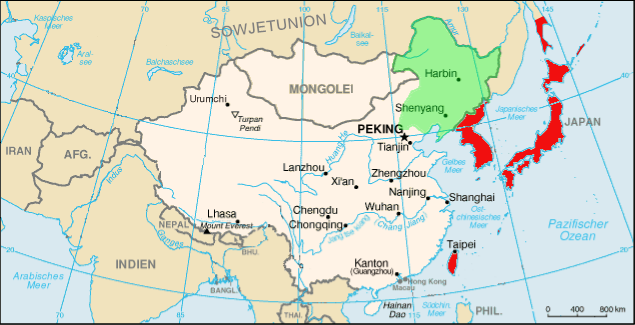
China, Japan en Mantsjoekwo

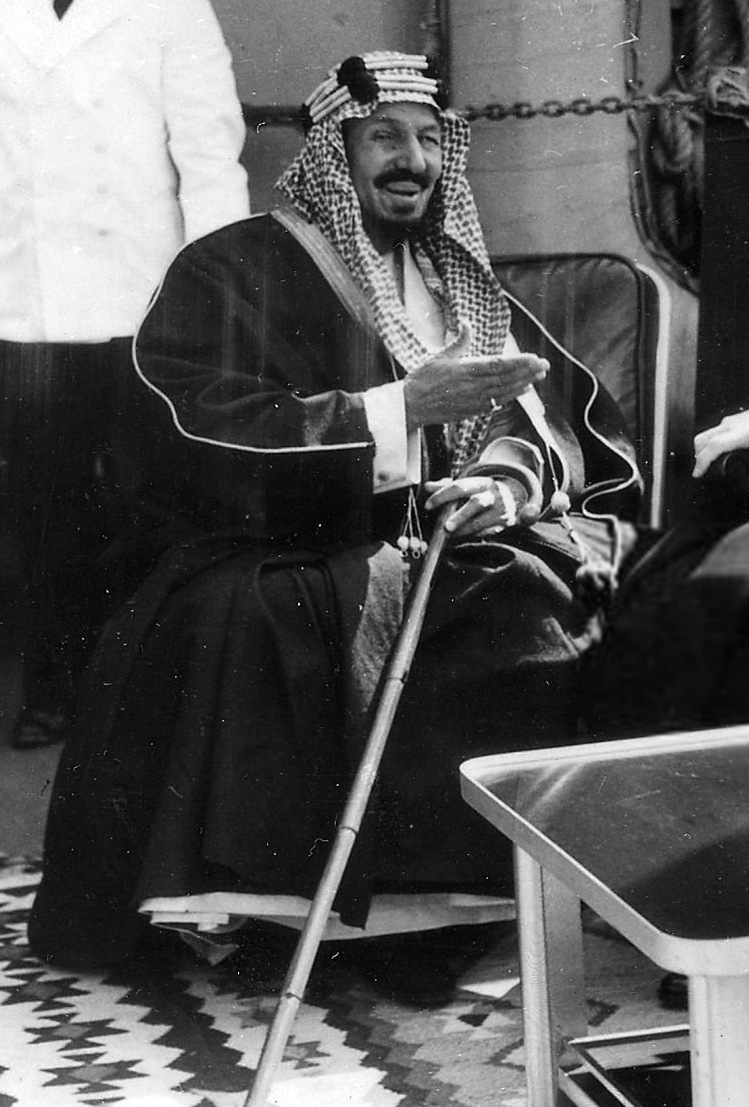
Abdoel Aziz al Saoed

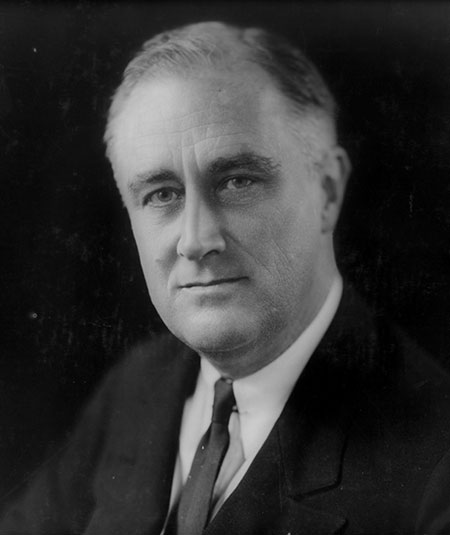
Franklin D. Roosevelt

British Union of Fascists

- 1: Bolivia besluit tot een staakt-het-vuren van 1 maand in de oorlog met Paraguay (zie Chaco-oorlog). Het kabinet van Bolivia treedt af.
- 2: Ontevreden NSDAP-leden richten de Duits-Socialistische Arbeiderspartij op.
- 3: Japan sluit een defensief verdrag met Mantsjoekwo. Japan krijgt het recht overal in Mantsjoekwo troepen te onderhouden, en erkent de Mantsjoekwaanse soevereiniteit. Japan laat meedelen dat het gaan inmenging van buitenaf in Mantsjoerije zal dulden, ook niet van de Volkenbond.
- 3: Plutarco Elías Calles zet president van Mexico Pascual Ortiz Rubio uit zijn ambt. Hij wordt opgevolgd door Abelardo L. Rodríguez.
- 4: SDAP en NVV houden een vredesbetoging in Arnhem. 25.000 Nederlanders en 5000 Duitsers nemen deel.
- 5: De Stahlhelm houdt een grootschalige betoging in Berlijn met ca. 180.000 deelnemers.
- 5: De conferentie van Stresa, waarin 15 landen spreken over de wederopbouw van de economie in Zuidoost-Europa, geleid door de Franse minister van handel Georges Bonnet, wordt geopend.
- 5: In Duitsland wordt een noodverordening uitgevaardigd, waarin werkgevers een beloning in het vooruitzicht wordt gesteld bij het aannemen van nieuw personeel.
- 6: De inhoud van het Duitse memorandum aan Frankrijk van 29 augustus (zie aldaar) wordt gepubliceerd.
- 10: Duitsland vraagt bij de Verenigde Staten om uitstel van de op 30 september te betalen oorlogsschulden.
- 12: De Duitse Rijksdag neemt een voorstel aan, de noodverordening van 5 september op te heffen, dat tevens een motie van wantrouwen tegen de regering is. In reactie hierop ontbindt rijkskanselier Franz von Papen de Rijksdag.
- 12: Het Franse antwoord op het Duitse memorandum van 29 augustus wordt gepubliceerd: Frankrijk verwerpt Duitse bewapening, maar wenst in plaats daarvan ontwapening van alle staten. Bovendien kan slechts de Volkenbond en niet Frankrijk zelf Duitsland voor herbewapening toestemming geven.
- 12: De SPD vraagt om een referendum over de opheffing van de noodverordening van 5 september.
- 12: Japan erkent Mantsjoekwo officieel.
- 13: De Volkenbondcommissie die het conflict tussen Polen en Danzig onderzoekt, heeft haar rapport gereed.
- 15: Paul Von Hindenburg meldt van mening te zijn dat de na de ontbinding gedane besluiten van de Rijksdag niet rechtsgeldig zijn, en dat hij derhalve niet van plan is deze uit te voeren.
- 15: Polen, Estland en Letland maken gebruik van een Amerikaanse regeling om de betaling van de oorlogsschulden die op 15 december zou plaatsvinden, uit te stellen.
- 18: In Duitsland wordt een nieuwe partij gesticht, de Duitse Nationale Vereniging.
- 18: Nieuwe namen worden vastgesteld voor de voormalige Zuiderzee. Het afgesloten deel heet vanaf nu IJsselmeer, het deel ten noorden van de afsluiting Waddenzee.
- 19: De datum van de nieuwe Rijksdagverkiezingen in Duitsland wordt vastgesteld op 6 november.
- 22: China protesteert bij de Volkenbond tegen de erkenning van Mantsjoekwo door Japan.
- 23: Twee hindoe-tempels in Brits-Indië worden opengesteld voor paria's. Voorheen was tempelbezoek een paria niet geoorloofd.
- 23: De koninkrijken Hidjaz en Nadjd waarvan Abdoel Aziz al Saoed koning is, worden verenigd tot een koninkrijk met de naam Saoedië.
- 25: De verschillende hindoe-kasten en de paria's komen tot overeenstemming betreffende de aantallen zetels in het parlement.
- 25: Het Nederlandse overheidspersoneel protesteert tegen de plannen betreffende hun loon- en arbeidsvoorwaarden.
- 27: In de Verenigde Staten wordt een nieuwe partij, de National Progressive League, opgericht, geleid door senator George William Norris. Deze progressieve partij dient slechts voor het steunen van de poging van de kandidatuur van gouverneur Franklin Delano Roosevelt van New York voor het presidentschap.
- 27: Puerto Rico wordt getroffen door een zware orkaan.
- 27: Chalcidice (Griekenland) wordt getroffen door een aardbeving.
- 28: Haïti verwerpt een nieuw vriendschapsverdrag dat op 3 september met de Verenigde Staten gesloten was, omdat het land de Amerikaanse interventie niet langer wenselijk acht.
- 29: In Ratnagiri doen, voor zover bekend voor het eerst in de geschiedenis van het hindoeïsme, paria's dienst als priester.
- 29: In Frankrijk wordt met ontstemming gereageerd op het feit dat de Duitse minister Konstantin von Neurath de volkenbondsvergadering in Genève verliet terwijl een rede van de Franse president Édouard Herriot aangekondigd stond.
- 30: De Britse fascist Oswald Mosley sticht een politieke partij, de British Union of Fascists.

<< · januari · februari · maart · april · mei · juni · juli · augustus · september · oktober · november · december · >>